# So Red the Rose
So Red the Rose è il primo ed unico album del gruppo pop Arcadia pubblicato dalla Capitol nel 1985. Disco di platino.

## Il disco
L'artwork dell'album presentava disegni a inchiostro dipinti dall'illustratore di moda Tony Viramontes della modella Violeta Sanchez e un'innovativa fotografia "spazio luce" della band di Dean Chamberlain, che ha anche diretto il video per la canzone "Missing". 
Nel 2008 fu pubblicata un'edizione limitata e più completa per il mercato giapponese è stata rimasterizzata in un set di 6 CD singoli, comprendente tutti i singoli mai pubblicati per il progetto Arcadia (album LP 'So Red the Rose'). La confezione è realizzata con velluto rosso, che replica fedelmente l'opera d'arte originale a copertina singola, più un libretto illustrato di 8 pagine con testi e biografia.
Gli Arcadia sono Simon Le Bon, Nick Rhodes dei Duran Duran. Roger Taylor, batterista degli stessi Duran Duran è accreditato come musicista ma non fu presente né durante la promozione dell'album né nei video.
L'album vede la collaborazione, tra gli altri, di David Gilmour, Herbie Hancock, Carlos Alomar, Grace Jones e Sting.
L'album e i singoli pubblicati mostrano dei codici numerici caratterizzati da coppie di numeri pari che vanno da 02 per la lettera T a 52 per la lettera S (per l'alfabeto di 26 lettere della lingua inglese). 
Per esempio le cifre 16-50-20-16-22-32-16 stanno per A-R-C-A-D-I-A.

## Tracce Versione Originale 1985
1. Election Day – 5:29
2. Keep Me in the Dark – 4:31
3. Goodbye Is Forever – 3:49
4. The Flame – 4:23
5. Missing – 3:40
6. Rose Arcana – 0:51
7. The Promise – 7:03
8. El Diablo – 6:05
9. Lady Ice – 7:32